# パルスシーケンス
フーリエ変換NMRや核磁気共鳴画像法において、パルスシーケンスとはサンプルに照射した一連の高周波パルス磁場を表したものである。
フーリエ変換後は、シグナルは周波数領域のNMRスペクトルとして表すことができる。核磁気共鳴画像法では、磁場の切り替えによる、勾配パルスが使われ、これは空間依存勾配を示すのでフーリエ変換後の再構築に使われ、空間分解能がよい画像が得られる。
パルスシーケンスの結果はしばしば直積演算子を用いて解析される。